# Metopius hilaris
Metopius hilaris är en stekelart som beskrevs av Tosquinet 1896. Metopius hilaris ingår i släktet Metopius och familjen brokparasitsteklar. Inga underarter finns listade i Catalogue of Life.